# Kolgans
De kolgans (Anser albifrons) is een vogel uit de onderfamilie Anserinae van de familie der eendachtigen (Anatidae).

## Veldkenmerken

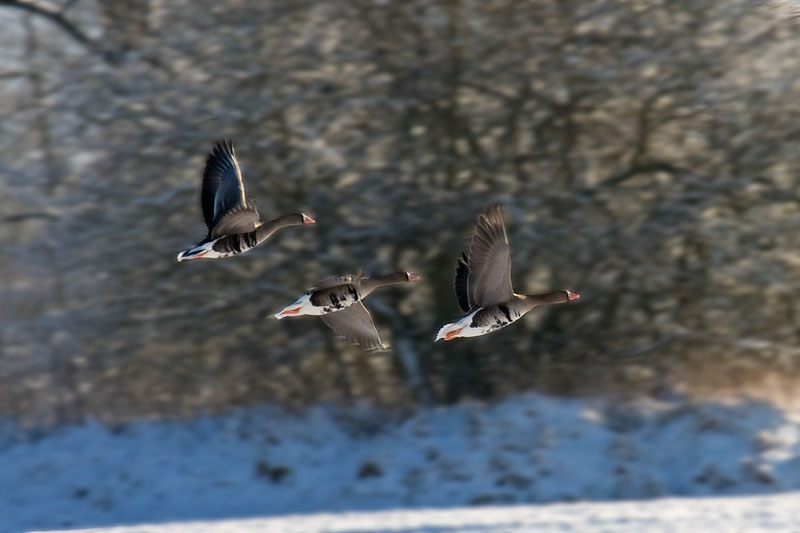
Groepje kolganzen in winterlandschap (strepen op de borst zijn hier goed zichtbaar)

Qua uiterlijk doet de kolgans sterk denken aan de grauwe gans, maar hij is iets kleiner. Opvallend is zijn 'kol': een grote witte vlek rond zijn snavel. De snavel van de kolgans is roze. Volwassen kolganzen hebben zwarte, onregelmatig gevormde strepen op de borst.
Het geluid van de kolgans lijkt op afstand een beetje op het bekende gak-gak geluid van de boerengans (en grauwe gans), maar klinkt wat hoger, niet zo rauw en met muzikale tonen, klarinetachtig.

## Gedrag
De kolgans keert elke winter naar vaste plaatsen terug. Hij broedt in Groenland en het noorden van Rusland. In de maanden november tot en met maart verblijft de vogel in groten getale in de Lage Landen met name in Friesland, het rivierengebied, Zeeland en West-Vlaanderen (het natuurgebied het Zwin en de Oostkustpolders). Kolganzen komen vaak voor in gemengde groepen met grauwe ganzen, brandganzen en rietganzen.
De kolgans is zoals alle ganzen een levendige vogel. In groepen op weilanden grazende ganzen zijn voortdurend interacties tussen individuen waar te nemen.

## Verspreiding en leefgebied
Er worden vijf ondersoorten onderscheiden:
- A. a. albifrons – Europese kolgans: noordelijk Rusland.
- A. a. flavirostris – Groenlandse kolgans: westelijk Groenland.
- A. a. elgasi – Tule Kolgans: zuidelijk Alaska.
- A. a. gambelli: Alaska, noordwestelijk en het noordelijke deel van Centraal-Canada.

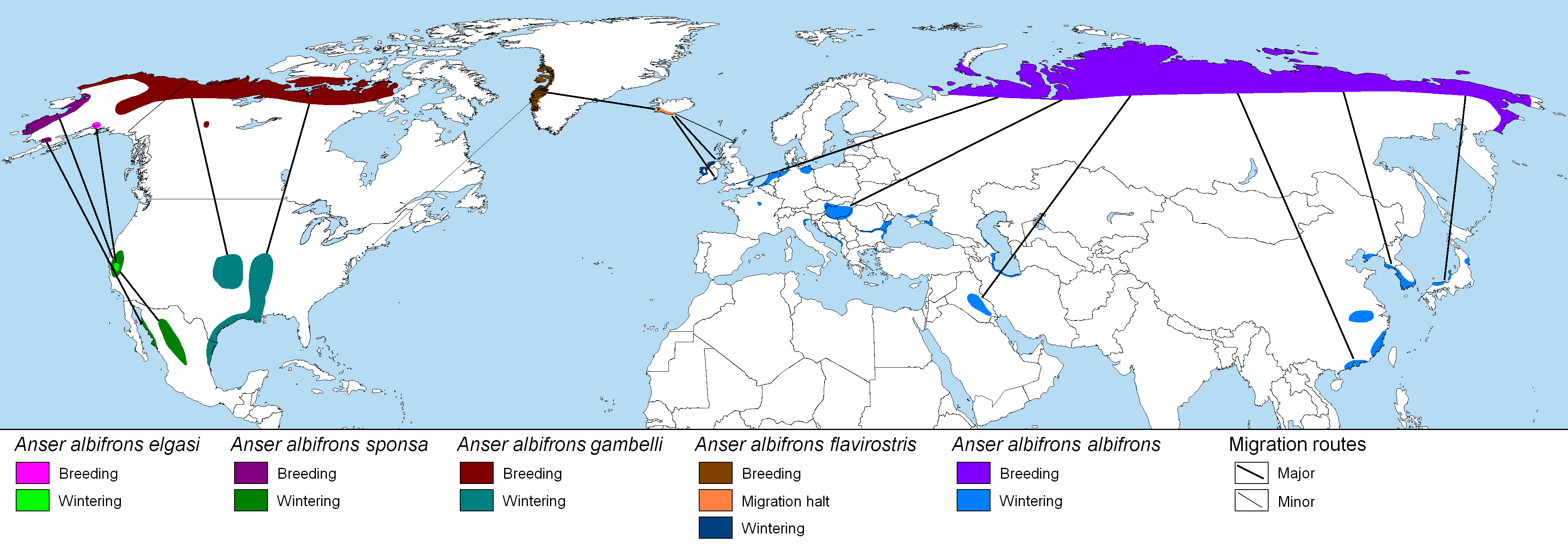
Verspreidingsgebied van de kolgans
----

- A. a. sponsa: westelijk Alaska.

## Voorkomen en verspreiding in Nederland en Vlaanderen
Sinds de jaren 1980 broeden er op bescheiden schaal kolganzen in o.a. Friesland en het rivierengebied. Rond 1997 werd dit aantal geschat op 125 paren. De Europese kolgans (A. a. albifrons) is zeker sinds 1900 een talrijke wintergast. Sommige komen al in oktober, de meeste arriveren in de loop van november en zij trekken in februari-maart weer naar het noorden.

Tellingen zijn er sinds de jaren 1960. Tussen 1960 en 1995 is het aantal overwinteraars toegenomen van 50.000 naar 470.000 (gemiddelde groei 6,6% per jaar). Dit aantal stijgt nog steeds, maar met minder dan 5% per jaar. In de Oostkustpolders (West-Vlaanderen) was het aantal overwinterende kolganzen tussen 1996 en 2006 praktisch constant en werd geschat op 25.000 exemplaren.

## Status
De grootte van de populatie is in 2022 geschat op 5-6 miljoen volwassen vogels. Op de Rode lijst van de IUCN heeft deze soort de status niet bedreigd.

## Video
- Grazende kolganzen
- Kolgans neemt een bad